# Martharaptor
Martharaptor (лат.) — род хищных динозавров, живших во времена раннего мела на территории современного штата Юта (США). Типовой и единственный вид — Martharaptor greenriverensis.
Находки были сделаны в 15 км юго-востоку от Грин-Ривер в восточной части штата Юта. Позже найденные образцы были исследованы ассоциацией любительской палеонтологии Utah Friends of Paleontology, под руководством Линдси Занно, и Робертом Томасом Беккером. Было установлено, что найденный скелет принадлежит небольшому тероподу.
В 2012 году типовой вид Martharaptor greenriverensis описали Филиппе Сентер, Джеймс Киркланд и Дональд ДеБлиё. Название рода происходит от Марта Гайден — местности, где был найдены окаменелости, и латинского лат. raptor — «разбойник». Видовой эпитет относится к городку Грин-Ривер.
Голотип, UMNH VP 21400, был найден в слоях геологической формации Сидар-Маунтин, которая датируется началом апта, около 124 миллионов лет назад. Он включает в себя позвонки шеи, спины и хвоста, кости лопатки, седалищную, лобковую кости, часть предплечья и задних конечностей. Он также включает несколько хорошо сохранившихся когтевых фаланг передних конечностей. Остатки располагались на площади в один квадратный метр на глубине двадцать сантиметров. Состояние ископаемого материала довольно плохое. Морфология передних и задних конечностей показывает, что образец отличается от других теропод из формации Сидар-Маунтин и от ранее описанных терезинозавроидов.
Martharaptor greenriverensis представлял собой небольшого двуногого теропода. Внешний вид динозавра определить сложно, предположительно он напоминал базальных теризинозавроидов. Высота особи была около полутора-двух метров, а вес около сорока килограммов. В этом случае, хвост у него был относительно короткий, а шея сравнительно длинная.
Учёные поместили Martharaptor greenriverensis в группу Therizinosauroidea. Согласно кладистическому анализу, он оказался в базальном положении, выше бэйпяозавра, но ниже Alxasaurus в родословной. Учёные отмечают, что основания для данного размещения из-за малого количества находок весьма неубедительны. Новый образец добавляется к известной динозавровой фауне Yellow Cat Member, формации Сидар-Маунтин, которая включает также базального теропода Falcarius utahensis. Если филогенетическое положение верно, он также добавляется к известным разновидностям надсемейства Therizinosauroidea.